# Ebirah, Horror of the Deep
Ebirah, Horror of the Deep är en japansk film från 1966 regisserad av Jun Fukuda. Det är den sjunde filmen om det klassiska filmmonstret Godzilla. Filmen var med i ett avsnitt av TV-serien Myster Science Theater 3000.

## Handling
Efter att deras båt har sjunkit lyckas de ombordvarande ta sig till en ö som hålls av en terroristorganisation. Organisationen tillverkar tungt vatten på ön för att lugna ner monstret som annars håller dem fångna på ön.

## Om filmen
Filmen hade världspremiär i Japan den 17 december 1966, den har inte haft svensk premiär.

## Rollista (urval)
- Akira Takarada - Yoshimura
- Kumi Mizuno - Daiyo
- Chotaro Togin - Ichino
- Hideo Sunazuka - Nita

## Musik i filmen
- Samashite Mosura, skriven av Masaru Sato, framförd av Pair Bambi